# Caecula kuro
Caecula kuro is een straalvinnige vissensoort uit de familie van de slangalen (Ophichthidae). De wetenschappelijke naam van de soort werd voor het eerst geldig gepubliceerd in 1947 door Nagamichi Kuroda.